# Renault Laguna
La Renault Laguna è un'autovettura di fascia alta (segmento D) prodotta dalla casa  francese Renault dal 1994 al 2015 per essere sostituita dalla Renault Talisman.

## Storia
Alla fine degli anni ottanta fu avviato un nuovo progetto che avrebbe dovuto sfociare nell'erede della Renault 21, in maniera tale che la Casa della Losanga potesse farsi trovare preparata nel nuovo decennio con un modello in grado di stare al passo con la concorrenza delle nuove vetture di fascia medio-alta che cominciavano ad essere commercializzate. Nel 1994 la nuova vettura era pronta e fu presentata con il nome di Laguna in un noto autosalone di una via del centro di Parigi.
Da quel momento cominciò l'avventura commerciale della Laguna, una vettura la cui carriera si articolerà in tre generazioni. Il nome Laguna venne ripreso direttamente da una concept car presentata nel 1990, ma che in realtà aveva poco a che spartire con la vettura di serie, visto che si trattava di una roadster dalle linee che miscelavano classico e moderno.

### Galleria d'immagini
| Modello              | Logo | Berlina due volumi | Familiare | Coupé        |
| -------------------- | ---- | ------------------ | --------- | ------------ |
| Laguna I (1994-01)   |      |                    |           | Non prevista |
| Laguna II (2001-07)  |      |                    |           | Non prevista |
| Laguna III (2007-15) |      |                    |           |              |